# Всесвітня виставка 1935

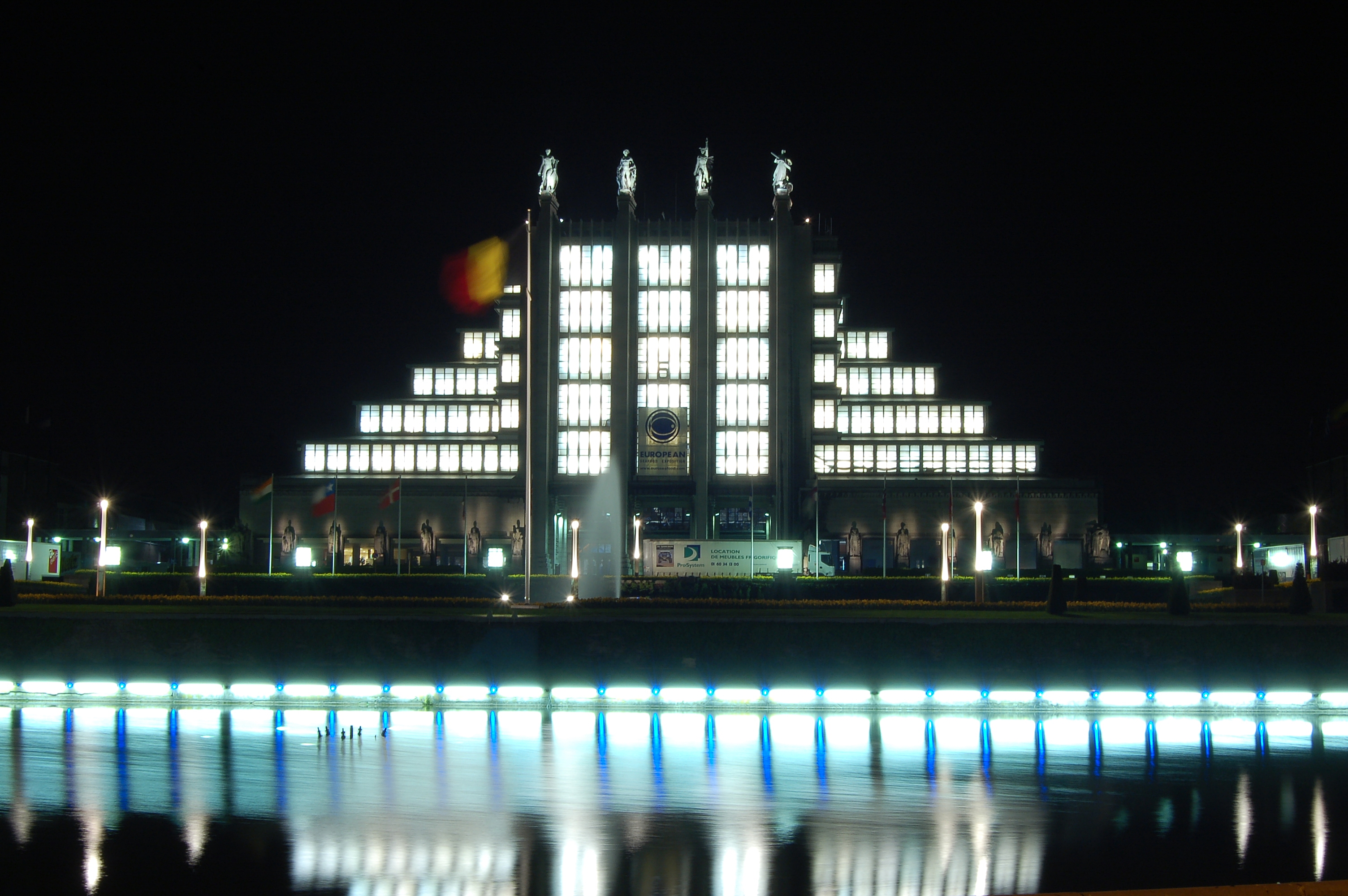

Всесвітня виставка 1935 року (фр. Exposition Universelle et Internationale de Bruxelles de 1935, нід. Brusselse Wereldtentoonstelling van 1935) відбулася в парку Хайсель, Брюссель, Бельгія з 27 квітня до 6 листопада.
У виставці взяло участь двадцять п'ять країн, ще п'ять були представлені неофіційно. Відвідало виставку близько 20 мільйонів відвідувачів.
Окремі павільйони французької експозиції спроєктував Ле Корбюзьє.
Частину павільйонів виставки використали повторно під час проведення виставки 1958 року.